# Barbèche
Die Barbèche ist ein kleiner Fluss im Osten von Frankreich, der im Département Doubs der Region Bourgogne-Franche-Comté östlich der Stadt Besançon verläuft.

## Geografie

### Verlauf
Die Barbèche entspringt im Gemeindegebiet von Provenchère, entwässert generell Richtung Ostnordost am Nordrand des Regionalen Naturparks Doubs-Horloger und mündet nach rund 14 Kilometern an der Gemeindegrenze von Villars-sous-Dampjoux und Dampjoux als linker Nebenfluss in den Doubs. Im Oberlauf durchfließt der Barbèche das Naturschutzgebiet Vallée de la Barbèche.

### Durchquerte Gemeinden
(Reihenfolge in Fließrichtung)
- Provenchère
- Rosières-sur-Barbèche
- Vernois-lès-Belvoir
- Valonne
- Péseux
- Solemont
- Feule
- Dampjoux
- Villars-sous-Dampjoux